# Переправа на Нижней Темзе

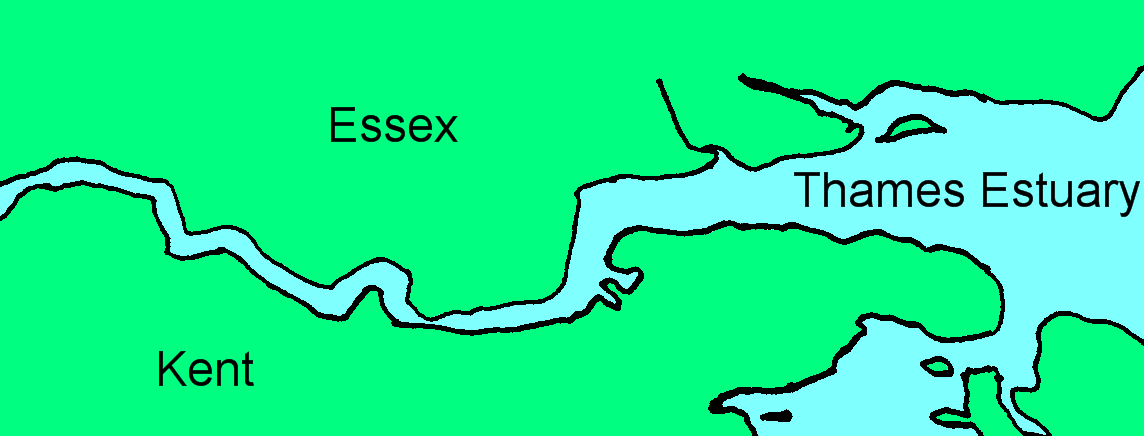
Нижняя Темза

Переправа на Нижней Темзе (англ. Lower Thames Crossing) — проект новой переправы в нижнем течении Темзы. 
Эта совмещённая (железнодорожная и автомобильная) переправа будет построена на Юго-востоке Англии.

## Описание
Переправа должна будет связать трассу А130 в графстве Эссекс (с севера от переправы, Остров Канвей) с трассой A228 в графстве Кент (с юга от переправы, Остров Грейн). 
Переправа конструктивно по первоначальному проекту представлял собой мост, но движение экологов проводит давление на общественное мнение с целью изменения проекта и заменой моста на тоннель. 
Планируется сделать раздельным железнодорожный путь и автомобильную проезжую часть, они будут примыкать друг к другу на нескольких участках. 
Возможно также создание нового барьера от наводнений, который дополнит сооружение в Ипсуиче.
Правительство Великобритании уже представило новую схему распределения транспортных потоков. 
В ней указана транспортная магистраль в обход Лондона, частью которой будет этот проект. 
В 2008 году было указано, что стоимость проекта ориентировочно оценивается в 4 миллиарда фунтов. 
Кроме того, были озвучены интеграции в планы строительства приливной электростанции в устье Темзы.